# Liste von Kraftwerken in Kiribati
Dies ist eine Liste der derzeitigen, geplanten und ehemaligen Kraftwerke Kiribatis.
Die Elektrizitätsversorgung in Kiribati wird durch die Public Utilities Board und die Kiribati Solar Energy Company bereitgestellt. Beide gehören zum Ministerium für Öffentliche Arbeiten und Versorgung.
Kiribati ist stark vom Import fossiler Brennstoffe zur Herstellung von Elektrizität durch Stromerzeugungsaggregate abhängig. Photovoltaikanlagen mit Anschluss an das öffentliche Stromnetz sind landesweit geplant (Stand August 2017).

## Kraftwerke in Betrieb
Quelle:
| KW-Name                 | Leistung in MW | Standort   | Betreiber                     | Status    | Art             |
| ----------------------- | -------------- | ---------- | ----------------------------- | --------- | --------------- |
| Bikenibeu Power Station | 4,2            | Bikenibeu  | Public Utilities Board        |           | Dieselgenerator |
| Betio Power Station     | 1,25           | Betio      | Public Utilities Board        |           | Dieselgenerator |
| diverse                 |                | landesweit | Kiribati Solar Energy Company | seit 1984 | Sonnenenergie   |
| GESAMT                  | 5,45+          |            |                               |           |                 |